# Койдула (Ляене-Сааре)
Ко́йдула (ест. Koidula küla) — село в Естонії, у волості Ляене-Сааре повіту Сааремаа.

## Населення
Чисельність населення на 31 грудня 2011 року становила 55 осіб.

## Географія
Койдула межує з селами Каубі та Ейкла. Поблизу села проходить автошлях 124 (Лаадьяла — Кар'я).

## Історія
До 12 грудня 2014 року село входило до складу волості Каарма.